# Hippomane
Hippomane L. è un genere di piante angiosperme dicotiledoni della famiglia delle Euforbiacee.

## Tassonomia
Il genere comprende le seguenti specie:
- Hippomane horrida Urb. & Ekman
- Hippomane mancinella L.
- Hippomane spinosa L.